# タリリン酸
タリリン酸(Tariric acid)は、ハナマツメモドキで見られるアセチレン系脂肪酸である。
フランスの化学者レオン＝アルベール・アルノー（1853年-1915年）は、グアテマラで見られるピクラムニア科の植物の配糖体から抽出されたタリリン酸の化学構造を最初に記載した人物である。

## 天然の存在
タリリン酸は、様々な植物起源の油脂の中に見られる。182年にピクラムニア属の種子油から初めて単離された。ブラジルのPicramnia camboita、グアテマラのPicramnia carpinterae、メキシコのPicramnia lindeniana等で見られる。
ニガハッカでも見られ、抗菌作用に関連していると推測されている。in vitroで脂肪細胞による脂質蓄積を刺激することが分かっている。
タリリン酸は、ペトロセリン酸から生合成される。どちらの脂肪酸も、ピクラムニア科のピクラムニア属及びアルヴァラドア属の種で見られる。主要な脂肪酸としてタリリン酸が含まれるのは、ピクラムニア属の典型である。

## 合成と化学的性質
タリリン酸は、市販されているペトロセリン酸から合成することができる。
化学分析においては、メチルエステルのガスクロマトグラフィーによって、他の脂肪酸から分離できる。さらに、銀イオンクロマトグラフィーによって、不飽和脂肪酸の分離が可能である。